# Louis Köhler

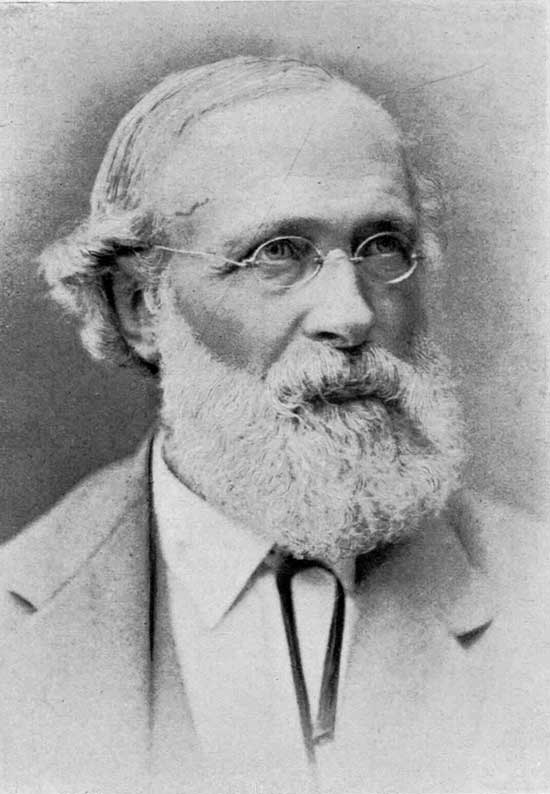
Louis Köhler

Christian Louis Heinrich Köhler (* 5. September 1820 in Braunschweig; † 16. Februar 1886 in Königsberg i. Pr.) war ein deutscher Pianist, Dirigent und Komponist.

## Leben
Köhler war Schüler von A. Sonnemann (Klavier), Ludwig Zinkeisen, Joseph Adolph Leibrock (Theorie und Harmonielehre) und Christian Zinkeisen jun. (Violine) in Braunschweig. Von 1839 bis 1843 setzte er sein Studium in Wien fort. Er studierte Theorie und Komposition bei Simon Sechter und Ignaz Ritter von Seyfried und auf Carl Czernys Anraten Klavier bei Carl Maria von Bocklet.
Von 1843 bis 1847 war er Theaterkapellmeister in Marienburg und Elbing. 1847 kam er als 2. Dirigent an das Stadttheater Königsberg. Zugleich arbeitete er als Musikpädagoge an seiner eigenen Musikschule. Aus ihr gingen Hermann Goetz, Adolf Jensen und Alfred Reisenauer hervor. Daneben war er Klavierlehrer und Dirigent des Sängervereins. Er war als Klavierlehrer so gesucht, dass er sogenannte „Clavierzirkel“ einrichtete, um der Nachfrage gerecht werden zu können. Er schrieb Rezensionen für die sehr angesehene Hartungsche Zeitung und ging einer umfangreichen journalistischen Tätigkeit nach.
Er gab unter zahlreichen anderen die Klavierwerke von Franz Schubert, Ludwig van Beethovens Klavierwerke und die Klavierwerke von Carl Maria von Weber heraus.
Seine Kompositionen umfassen insgesamt 314 Werke, darunter eine Schauspielmusik zu „Helena“ von Euripides, die Opern „Prinz und Maler“, „Maria Dolores“, „Gil Blas“ sowie das Ballett „Der Zauberkomponist“. Sie sind weniger bedeutend und heute weitgehend vergessen. Seine klavierpädagogischen Werke dagegen wurden bis ins 21. Jahrhundert immer wieder aufgelegt.
Köhler war verheiratet mit Johanna Borntraeger.

## Werke
- Die Melodie der Sprache in ihrer Anwendung besonders auf das Lied und die Oper. Leipzig 1853.
- Systematische Lehrmethode für Clavierspiel und Musik. Mit 10 Figuren nach Originalzeichnungen von Waldemar Philippi.
  - I. Teil: Die Mechanik als Grundlage der Technik.
  - II Teil: Musiklehre - Tonschriftwesen - Metrik - Harmonik. Leipzig 1857.
- Führer durch den Klavierunterricht. Leipzig 1858.
- Der Clavierunterricht. Studien, Erfahrungen und Ratschläge. Dritte, verbesserte und vermehrte Auflage; Leipzig. Verlagsbuchhandlung von J. J. Weber 1868 (EA 1860, 2. Auflage 1861).
- Die neue Richtung in der Musik. Leipzig 1864.
- Volkstänze aller Nationen der Erde als bildende Übungs- und Unterhaltungsstücke für das Pianoforte in stufenweiser Folge vom Leichten zum Schweren bis zur höheren Ausbildung. Eingerichtet, geordnet, mit Fingersatz und Vortragsbezeichnungen versehen und herausgegeben von Louis Köhler. Braunschweig 1876.
- Leichtfaßliche Harmonie- und Generalbaßlehre. 3. Auflage 1880.
- Praktische Klavier-Schule. Opus 300. Leipzig 1880 Digitalisat.
- Katechismus der Harmonielehre. Verlag von P. J. Tonger, Köln, ohne Jahr (1880)
- Allgemeine Musiklehre für Lehrende und Lernende. Leipzig 1882.
- Theorie der musikalischen Verzierungen für jede praktische Schule, besonders für Clavierspieler.